# Balanga (Nigeria)
Balanga es una localidad del estado de Gombe, en Nigeria, con una población estimada en marzo de 2016 de 291 200 habitantes.
Se encuentra ubicada al noreste del país, a poca distancia al norte del río Benue, el principal afluente del río Níger.